# .nl

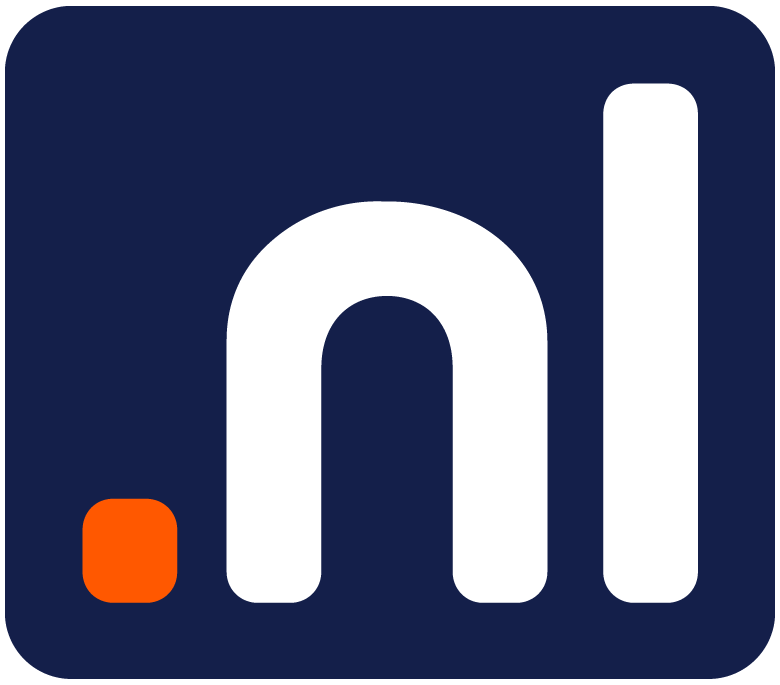

.nl은 네덜란드의 인터넷 국가 코드 최상위 도메인이다. 2020년 9월 29일 기준으로 600만 개 이상의 .nl 도메인이 등록된 가장 인기 있는 ccTLD 중 하나이다.
cwi.nl이 1986년 5월 1일 Centrum Wiskunde & Informatica에 의해 등록되었을 때 .nl은 미국 이외 지역에서 활성화된 최초의 ccTLD가 되었다.

## 같이 보기
- .eu